# Laufenburg, Aargau
Laufenburg (schweizertyska: Laufeburg) är en stad och kommun i kantonen Aargau, Schweiz. Den 1 januari 2010 inkorporerades kommunen Sulz in i Laufenburg.
Kommunen är huvudort i distriktet Laufenburg och har 3 800 invånare (2023).
Laufenburg ligger på södra sidan Rhen. På den motsatta sidan av floden ligger den tyska staden Laufenburg.

## Bildgalleri

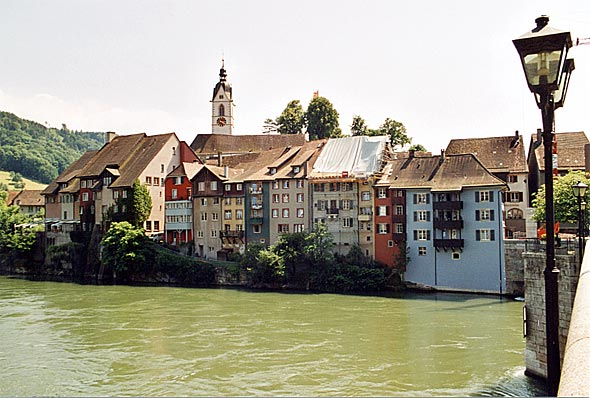
Gamla stan.
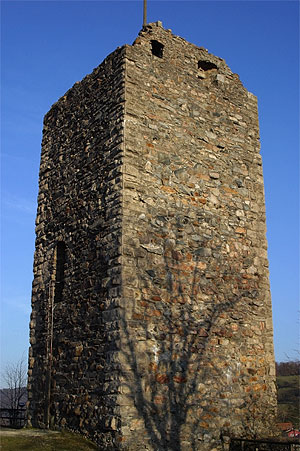
Ruin av borgtorn.
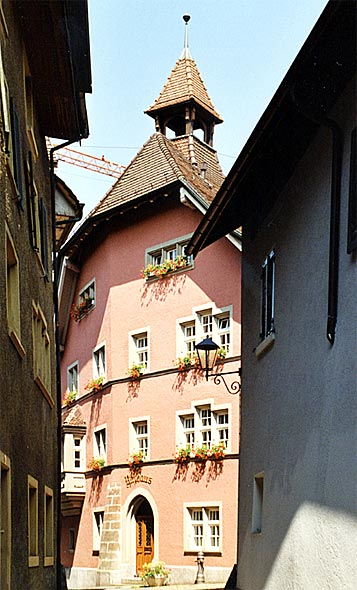
Rådhuset.
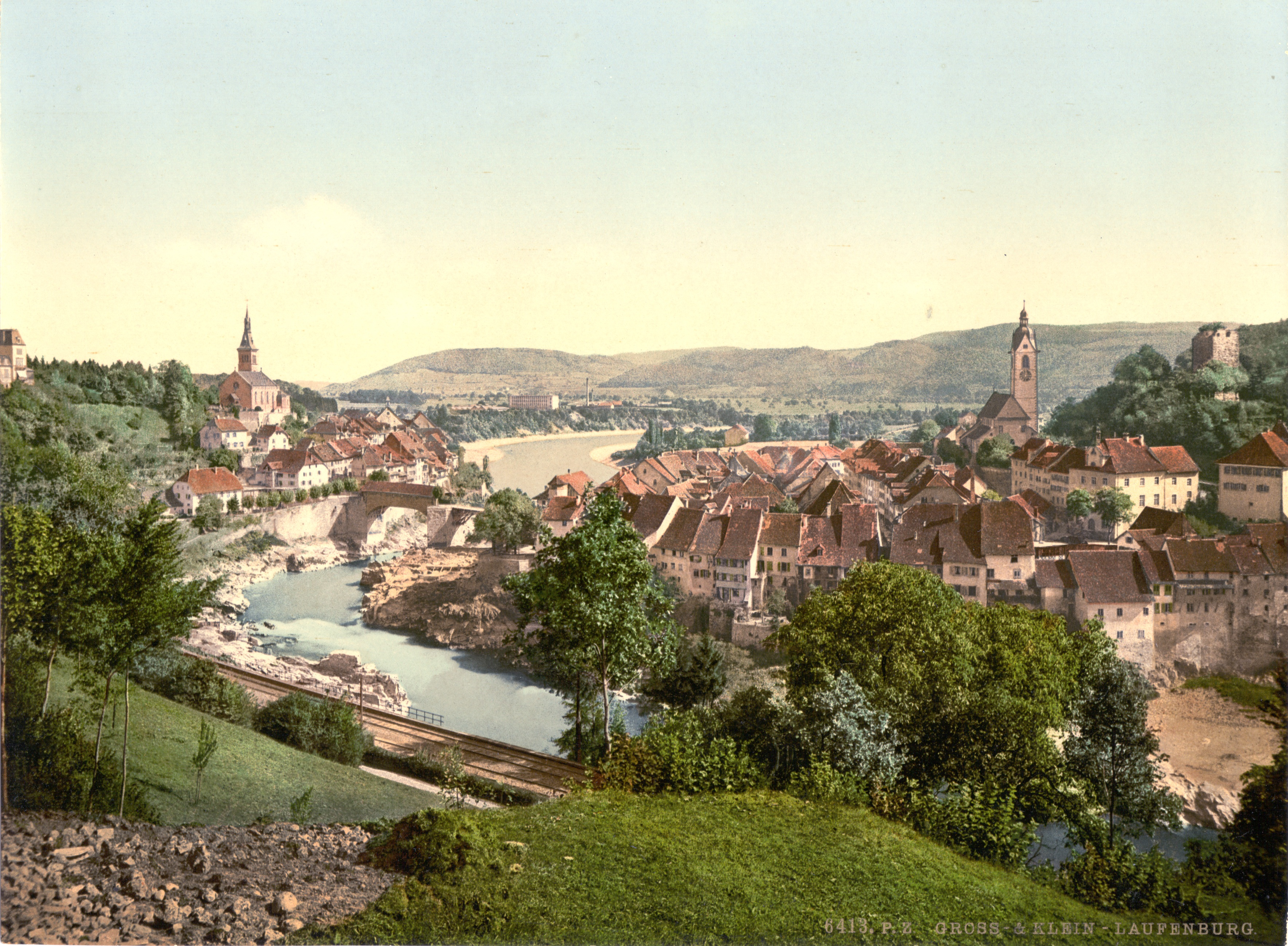
Laufenburg runt år 1900.